# La mia Italia
La mia Italia este un album cover lansat în anul 2004 de Al Bano. Albumul a fost înregistrat la Los Angeles în colaborare cu Slovak Radio Symphony Orchestra. Pentru acest album Al Bano a realizat noi versiuni ale marilor succese ale colegilor săi Zucchero, Eros Ramazzotti, Gianna Nannini, dar și ale hiturilor sale, printre care Sempre sempre și Felicità.

## Track list
1. Che sarà  (Jimmy Fontana, Carlo Pes, Franco Migliacci)
2. Nel sole  (Albano Carrisi, Giuseppe Massara, Vito Pallavicini)
3. Un'estate italiana  (Tom Withlock, Edoardo Bennato, Gianna Nannini, Giorgio Moroder)
4. Felicità  (Cristiano Minellono, Gino De Stefani, Dario Farina)
5. Piccola e fragile  (Luigi Albertelli, Enrico Riccardi)
6. Sempre sempre  (Claude Lemesle, Michel Carrè, Michel Gouty, Vito Pallavicini)
7. Una notte speciale  (Alice Visconti, Giusto Pio, Franco Battiato)
8. Gloria  (Umberto Tozzi, Giancarlo Bigazzi)
9. Mattino  (Ruggiero Leoncavallo, Vito Pallavicini)
10. Tu sei l'unica donna per me  (Alan Sorrenti)
11. Senza una donna  (Adelmo Fornaciari)
12. Musica è  (Eros Ramazzotti, Piero Cassano, Adelio Cogliati)
13. Buona sera signorina  (Peter De Rose, Karl Siegman, Albano Carrisi)